# Saunders (Familienname)
Saunders ist ein englischer und schottischer patronymischer Familienname, abgeleitet von Sander, einer mittelalterlichen Form von Alexander.

## Namensträger

### A
- Adam Saunders (* 1986), australischer Schauspieler
- Alan Saunders (1954–2012), australischer Rundfunksprecher
- Albert Charles Saunders (1874–1943), kanadischer Jurist und Politiker
- Alby Saunders (1924–unbekannt), australischer Radrennfahrer
- Allen Saunders (1899–1986), US-amerikanischer Comicautor und -zeichner
- Alvin Saunders (1817–1899), US-amerikanischer Politiker
- András Kállay-Saunders (* 1985), ungarisch-amerikanischer Sänger
- Arlene Saunders (1930–2020), US-amerikanische Opernsängerin

### B
- Ben Saunders (* 1983), niederländischer Sänger
- Billy Joe Saunders (* 1989), englischer Boxer
- Blaine Saunders (* 1993), US-amerikanische Schauspielerin
- Bradley Saunders (* 1986), englischer Boxer
- Brian Saunders (Tontechniker), US-amerikanischer Tontechniker
- Brian Saunders (Rennfahrer) (* um 1970), britischer Automobilrennfahrer
- Bryan Saunders (1952–2022), kanadischer Sprinter

### C
- Callum Saunders (* 1995), neuseeländischer Radrennfahrer
- Carl Saunders (1942–2023), US-amerikanischer Jazzmusiker, Arrangeur, Komponist und Bandleader
- Charles Saunders (Admiral) (um 1715–1775), britischer Admiral
- Charles Saunders (Politiker) († 1931), britischer Politiker
- Charles Saunders (Tennisspieler), britischer Tennis- und Jeu-de-Paume-Spieler
- Charles Saunders (Filmregisseur) (1904–1997), britischer Filmregisseur
- Charles E. Saunders (1867–1937), kanadischer Agronom
- Charles R. Saunders (1946–2020), US-amerikanischer Schriftsteller
- Christopher Saunders (* 1950), australischer Geistlicher, Bischof von Broome
- Cicely Saunders (1918–2005), englische Ärztin, Sozialarbeiterin und Krankenschwester
- Clarence Saunders (* 1963), bermudischer Hochspringer

### D
- Dave Saunders (* 1960), US-amerikanischer Volleyballspieler
- Dean Saunders (* 1964), walisischer Fußballspieler
- Derek Saunders (1928–2018), englischer Fußballnationalspieler
- Dorothy Saunders (1915–2013), britische Leichtathletin
- Doug Saunders (* 1967), britisch-kanadischer Journalist und Autor
- Dylan Saunders (* 1987), US-amerikanischer Schauspieler und Sänger
- Edith Rebecca Saunders (1865–1945), britische Genetikerin, Biologin und Phytotomin

### E
- Edward W. Saunders (1860–1921), US-amerikanischer Politiker
- Ernest Saunders (* 1935), britischer Manager

### F
- Fernando Saunders (* 1957), US-amerikanischer Bassist, Musiker, Sänger, Komponist und Produzent
- Flip Saunders (1955–2015), US-amerikanischer Basketballtrainer
- Frances Saunders (* 1954), britische Physikerin
- Frances Stonor Saunders (* 1956), britische Schriftstellerin
- Frederick Albert Saunders (1875–1963), kanadischer Physiker

### G
- George Saunders (1774–1846), schottischer Maler, siehe George Sanders (Maler)
- George Saunders (Ringer, 1882) (1882–1961), britischer Ringer
- George Saunders (Leichtathlet) (1907–1996), britischer Sprinter
- George Saunders (Fußballspieler, 1918) (1918–1982), englischer Fußballspieler
- George Saunders (Ringer, 1949) (* 1949), kanadischer Ringer
- George Saunders (Schriftsteller) (* 1958), US-amerikanischer Schriftsteller
- George Saunders (Fußballspieler, 1989) (* 1989), englischer Fußballspieler
- Gertrude Saunders (1903–1991), US-amerikanische Schauspielerin und Sängerin
- Gwenno Saunders (* 1981), Mitglied der Popband The Pipettes

### H
- Hilary Saint George Saunders (1898–1951), britischer Schriftsteller
- Howard Saunders (1835–1907), britischer Ornithologe
- Hugh William Lumsden Saunders (1897–1987), Offizier der Luftstreitkräfte des Vereinigten Königreichs

### I
- Isaac Saunders (1808–1888), US-amerikanischer Politiker

### J
- J. Jay Saunders (1941–2016), US-amerikanischer Schauspieler.
- Jackie Saunders (1892–1954), US-amerikanische Schauspielerin
- James Saunders (Walfänger) (um 1820–1861/1862), englischer Walfänger und Siedler in Neuseeland
- James Saunders (Fußballspieler) (1878–1952), englischer Fußballspieler
- James Saunders (Schriftsteller) (1925–2004), britischer Dramatiker
- James Saunders (Tänzer) (1946–1996), US-amerikanischer Tänzer und Choreograf
- James Saunders (Komponist) (* 1972), US-amerikanischer Komponist und Performancekünstler
- Jan Saunders, US-amerikanischer Filmproduzent und Filmschaffender
- Jennifer Saunders (* 1958), britische Schauspielerin und Drehbuchautorin
- Jeremy Lemont Saunders (* 1983), US-amerikanischer Rapper, siehe 2 Pistols
- Jesse Saunders (* 1962), US-amerikanischer Musik- und Filmproduzent
- Joe Saunders (Baseballspieler) (* 1981), US-amerikanischer Baseballspieler
- Joe Saunders (Politiker) (* 1983), US-amerikanischer Politiker
- John Joseph Saunders (1910–1972), britischer Historiker
- John Monk Saunders (1897–1940), US-amerikanischer Drehbuchautor und Journalist
- John Saunders (Footballspieler) (1950–2001), US-amerikanischer American-Football-Spieler
- John Cunningham Saunders (1773–1810), britischer Arzt und Klinikgründer in London, siehe Moorfields Eye Hospital
- Joseph Saunders (1773–1853), englischer Druckgraphiker und Hochschullehrer
- Josh Saunders (* 1981), puerto-ricanischer Fußballspieler

### K
- Kate Saunders (Schriftstellerin) (1960–2023), britische Schriftstellerin, Schauspielerin und Journalistin
- Kate Saunders (Journalistin, 1964) (* 1964), britische Journalistin und Autorin
- Kate Saunders (Hockeyspielerin) (* 1982), neuseeländische Hockeyspielerin
- Katharine Saunders (1821–1901), südafrikanische botanische Illustratorin
- Katy Saunders (* 1984), britisch-italienische Schauspielerin und Model
- Kylee Saunders (* 1994), japanisch-amerikanische Sängerin, siehe Kylee

### L
- Lanna Saunders (1941–2007), US-amerikanische Schauspielerin
- Laurence Saunders (1519–1555), englischer Geistlicher und evangelischer Märtyrer
- Leah Saunders (* 1993), australische Ruderin
- Leon Z. Saunders († 2009), kanadischer Tiermediziner
- Leslie Howard Saunders (1899–1994), kanadischer Politiker
- Lew Saunders, US-amerikanischer Schauspieler

### M
- Margaret Marshall Saunders (1861–1947), kanadische Schriftstellerin
- Merl Saunders (1934–2008), US-amerikanischer Organist
- Michael Saunders (* 1966), deutscher Journalist und Fernsehmoderator
- Mike Saunders (Rugbyspieler) (* 1959), US-amerikanischer Rugby-Union-Spieler
- Mike Saunders (Footballspieler) (* 1969), kanadischer Footballspieler

### N
- Nancy Saunders (1925–2020), US-amerikanische Schauspielerin
- Nicholas Saunders (1938–1998), britischer Entrepreneur, Autor und Aktivist
- Nigella Saunders (* 1979), jamaikanische Badmintonspielerin
- Norman Saunders (* 1943), Politiker der Turks- und Caicosinseln

### O
- Owen Saunders-Davies (1901–1959), britischer Autorennfahrer

### P
- Peggy Saunders (1905–1941), englische Tennisspielerin
- Peter Saunders (1911–2003), britischer Theaterproduzent

### R
- Raven Saunders (* 1996), US-amerikanische Leichtathletin
- Rebecca Saunders (* 1967), britische Komponistin
- Red Saunders (Musiker) (Theodore Dudley Saunders; 1912–1981), US-amerikanischer Jazz-Schlagzeuger und Bandleader
- Red Saunders (Fotograf) (* 1945), britischer Fotograf und Regisseur
- Richard Saunders (1922–1987), bermudischer Fotograf
- Rob Saunders (* 1968), irischer Rugby-Union-Spieler
- Robert Hood Saunders (1903–1955), kanadischer Jurist und Politiker
- Robin Saunders (* 1962), US-amerikanisch-britische Investmentbankerin
- Romulus Mitchell Saunders (1791–1867), US-amerikanischer Politiker
- Ron Saunders (1932–2019), englischer Fußballspieler und -trainer
- Roy Saunders (1930–2009), englischer Fußballspieler
- Russ Saunders (1906–1987), US-amerikanischer American-Football-Spieler, später Regieassistent
- Russell Saunders (Musiker) (1921–1992), Orgelprofessor an der Eastman School of Music in Rochester
- Ryan Saunders (* 1986),  US-amerikanischer Basketballspieler und -trainer

### S
- Scott Saunders-Sánchez (* 1959), bolivianischer Skirennläufer
- Sha'Keela Saunders (* 1993), US-amerikanische Weitspringerin
- Sidney Saunders (1894–1967), US-amerikanischer Filmtechniker
- Stephen Saunders (1947–2000), Brigadier der British Army
- Steven Saunders (* 1991), schottischer Fußballspieler

### T
- Tom Saunders (1938–2010), US-amerikanischer Jazzmusiker
- Townsend Saunders (* 1967), US-amerikanischer Ringer
- Tricia Saunders (* 1966), US-amerikanische Ringerin

### W
- William Saunders (Mediziner) (1743–1817), britischer Mediziner
- William Saunders (Botaniker) (1822–1900), US-amerikanischer Botaniker und Landschaftsgärtner
- William Saunders (Naturforscher) (1836–1914), kanadischer Naturforscher, Apotheker und Agronom
- William Wilson Saunders (1809–1879), britischer Insektenkundler und Botaniker

### Y
- Yusuf Saunders (* 1997), Fußballspieler von St. Kitts und Nevis
- Yvonne Saunders (* 1951), kanadische Sprinterin und Mittelstreckenläuferin jamaikanischer Herkunft